# Lista odcinków serialu Tajemnice Laury
Poniżej znajduje się lista odcinków serialu telewizyjnego Tajemnice Laury – emitowanego przez amerykańską stację telewizyjną  NBC od 17 września 2014 roku do 2 marca 2016 roku. Powstały dwie serie, które łącznie składają się z 38 odcinków. W Polsce serial jest emitowany od 1 marca 2015 przez TVN 7
| Sezon | Sezon | Odcinki | Oryginalna emisja NBC | Oryginalna emisja NBC | Oryginalna emisja TVN7 | Oryginalna emisja TVN7 | Oryginalna emisja TVN7 |
| Sezon | Sezon | Odcinki | Premiera sezonu       | Finał sezonu          | Premiera sezonu        | Finał sezonu           |                        |
| ----- | ----- | ------- | --------------------- | --------------------- | ---------------------- | ---------------------- | ---------------------- |
|       | 1     | 22      | 24 września 2014      | 20 maja 2015          | 1 marca 2015           | 2 sierpnia 2015        |                        |
|       | 2     | 16      | 23 września 2015      | 2 marca 2016          | 7 marca 2016           | brak danych            |                        |

## Sezon 1 (2014-2015)
| Nr | #  | Tytuł                                     | Reżyseria         | Scenariusz                         | Premiera             | Premiera         |
| -- | -- | ----------------------------------------- | ----------------- | ---------------------------------- | -------------------- | ---------------- |
| 1  | 1  | Pilot                                     | McG               | Jeff Rake                          | 17 września 2014     | 1 marca 2015     |
| 2  | 2  | The Mystery of the Dead Date              | McG               | Jeff Rake                          | 24 września 2014     | 8 marca 2015     |
| 3  | 3  | The Mystery of the Biker Bar              | Millicent Shelton | Amanda Green & Blair Singer        | 1 października 2014  | 15 marca 2015    |
| 4  | 4  | The Mystery of the Sex Scandal            | Bronwen Hughes    | Margaret Easley & Laura Putney     | 8 października 2014  | 22 marca 2015    |
| 5  | 5  | The Mystery of the Terminal Tenant        | Vince Misiano     | Jeff Rake & Amanda Green           | 15 października 2014 | 29 marca 2015    |
| 6  | 6  | The Mystery of the Red Runway             | Michael Lange     | Jeffrey Lippman & Rick Marin       | 22 października 2014 | 12 kwietnia 2015 |
| 7  | 7  | The Mystery of the Art Ace                | Jace Alexander    | Rick Marin & Jeffery Lippman       | 29 października 2014 | 19 kwietnia 2015 |
| 8  | 8  | The Mystery of the Mobile Murder          | Michael Schultz   | Bill Chais, Diarra Kilpatrick      | 5 listopada 2014     | 26 kwietnia 2015 |
| 9  | 9  | The Mystery of the Dysfunctional Dynasty  | Michael Fields    | Bill Chais, Beth Armogida          | 19 listopada 2014    | 3 maja 2015      |
| 10 | 10 | The Mystery of the Fertility Fatality     | Mike Listo        | Margaret Easley, Laura Putney      | 10 grudnia 2014      | 10 maja 2015     |
| 11 | 11 | The Mystery of the Frozen Foodie          | Cherie Nowlan     | Jeffrey Lippman, Beth Armogida     | 7 stycznia 2015      | 17 maja 2015     |
| 12 | 12 | The Mystery of the Fateful Fire           | Randy Zisk        | Amanda Green, Diarra Kilpatrick    | 14 stycznia 2015     | 24 maja 2015     |
| 13 | 13 | The Mystery of the Deemed Dealer          | Bethany Rooney    | Jeff Rake, Blair Singer            | 4 lutego 2015        | 31 maja 2015     |
| 14 | 14 | The Mystery of the Popped Pugilist        | Norman Buckley    | Bill Chais, Rick Marin             | 11 lutego 2015       | 7 czerwca 2015   |
| 15 | 15 | The Mystery of the Alluring Au Pair       | Cherie Nowlan     | Laura Putney, Margaret Easley      | 18 lutego 2015       | 14 czerwca 2015  |
| 16 | 16 | The Mystery of the Exanguinated Ex        | Randy Zisk        | Amanda Green, Jason Ning           | 25 lutego 2015       | 21 czerwca 2015  |
| 17 | 17 | The Mystery of the Intoxicated Intern     | Vincent Misiano   | Jeffrey Lippman, Diarra Kilpatrick | 25 marca 2015        | 28 czerwca 2015  |
| 18 | 18 | The Mystery of the Sunken Sailor          | Michael Schultz   | Jeff Rake                          | 1 kwietnia 2015      | 5 lipca 2015     |
| 19 | 19 | The Mystery of the Dodgy Draft            | Vince Misiano     | Bill Chais, Blair Singer           | 22 kwietnia 2015     | 12 lipca 2015    |
| 20 | 20 | The Mystery of the Crooked Clubber        | Tricia Brock      | Amanda Green, Jacob Copithorne     | 6 maja 2015          | 19 lipca 2015    |
| 21 | 21 | The Mystery of the Deceased Documentarian | Mel Damski        | Laura Putney, Margaret Easley      | 13 maja 2015         | 26 lipca 2015    |
| 22 | 22 | The Mystery of the Corner Store Crossfire | Bethany Rooney    | Jeff Rake                          | 20 maja 2015         | 2 sierpnia 2015  |

## Sezon 2 (2015-2016)
| Nr | #  | Tytuł                                   | Reżyseria       | Scenariusz                      | Premiera NBC         | Premiera TVN 7   |
| -- | -- | --------------------------------------- | --------------- | ------------------------------- | -------------------- | ---------------- |
| 23 | 1  | The Mystery of the Taken Boy            | Michael Smith   | Jeff Rake, Amanda Green         | 23 września 2015     | 7 marca 2016     |
| 24 | 2  | The Mystery of the Cure for Loneliness  | Michael Schultz | Marc Dube, Dean Lopata          | 30 września 2015     | 14 marca 2016    |
| 25 | 3  | The Mystery of the Locked Box           | Bethany Rooney  | Laura Putney,Margaret Easley    | 7 października 2015  | 21 marca 2016    |
| 26 | 4  | The Mystery of the Convict Mentor       | Cherie Nowlan   | Jeff Rake, Niceole R. Levy      | 14 października 2015 | 4 kwietnia 2016  |
| 27 | 5  | The Mystery of the Watery Grave         | Guy Norman Bee  | Amanda Green, Nikhil S. Jayaram | 21 października 2015 | 11 kwietnia 2016 |
| 28 | 6  | The Mystery of the Dead Heat            | Norman Buckley  | Marc Dube, Kyle Warren          | 28 października 2015 | 18 kwietnia 2016 |
| 29 | 7  | The Mystery of the Maternal Instinct    | Michael Schultz | Dean Lopata, Niceole R. Levy    | 4 listopada 2015     | 25 kwietnia 2016 |
| 30 | 8  | The Mystery of the Ghost in the Machine | Norman Buckley  | Jeff Rake, Nikhil S. Jayaram    | 18 listopada 2015    | 2 maja 2016      |
| 31 | 9  | The Mystery of the Triple Threat        | Bethany Rooney  | Laura Putney, Margaret Easley   | 6 stycznia 2016      |                  |
| 32 | 10 | The Mystery of the Downward Spiral      | Cherie Nowlan   | Amanda Green, Kyle Warren       | 13 stycznia 2016     |                  |
| 33 | 11 | The Mystery of the Unwelcome Houseguest | Michael Smith   | Marc Dube, Niceole R. Levy      | 20 stycznia 2016     |                  |
| 34 | 12 | The Mystery of the Morning Jog          | Peter Werner    | Dean Lopata, Nikhil S. Jayaram  | 3 lutego 2016        |                  |
| 35 | 13 | The Mystery of the Dark Heart           | David Warren    | Amanda Green, Niceole R. Levy   | 10 lutego 2016       |                  |
| 36 | 14 | The Mystery of the Political Operation  | Jim Nickas      | Laura Putney, Margaret Easley   | 17 lutego 2016       |                  |
| 37 | 15 | The Mystery of the Unknown Caller       | Norman Buckley  | Jeff Rake, Dean Lopata          | 24 lutego 2016       |                  |
| 38 | 16 | The Mystery of the End of Watch         | Michael Smith   | Jeff Rake, Kyle Warren          | 2 marca 2016         |                  |